# Atentado contra la escuela de policía General Santander
El atentado a la Escuela de Cadetes de Policía General Santander fue un ataque terrorista perpetrado por el Ejército de Liberación Nacional (ELN), que consistió en la explosión de un carro bomba el 17 de enero de 2019 en las instalaciones de la escuela de formación de oficiales de la Policía en Bogotá, Colombia. 
El autor material del atentado fue identificado como José Aldemar Rojas Rodríguez, quien conducía una camioneta Nissan Patrol cargada con explosivos y colisionó intencionalmente contra un alojamiento femenino en un ataque suicida, hecho sin precedentes en la historia de Colombia. El ELN ratificó el suicidio al expresar públicamente que Aldemar Rojas tomó la decisión de inmolarse en el pleno de sus facultades físicas y mentales ya que se trató de un plan estratégico.
La detonación de al menos 80 kilos de pentolita cobró la vida de 23 personas —incluido el perpetrador y una cadete ecuatoriana que recibía formación policial allí—, y dejó casi 100 más heridas; la mayoría de ellos, jóvenes cadetes que realizaban su formación como oficiales de policía. También entre los heridos se encuentran 2 cadetes panameños y otra cadete ecuatoriana, quienes recibían formación militar en la escuela policial.

## Atentado
A las 9:30 a. m. del 17 de enero de 2019, una camioneta Nissan Patrol gris de placas LAF-565 de 1993, conducida por José Aldemar Rojas Rodríguez, se presentó en el ingreso por la Autopista Sur de la Escuela de Cadetes General Santander para ingresar a sus instalaciones.
Mientras los guardias de la entrada efectuaban el registro al vehículo para permitir su ingreso el conductor, temiendo ser descubierto con la carga explosiva en el auto, reaccionó acelerando violentamente el vehículo al interior de la escuela, arrollando a un integrante de la guardia. Ante la huida, los miembros de la guardia persiguieron la camioneta hasta los alojamientos del personal femenino donde chocó, detonando inmediatamente su carga explosiva.
La explosión afectó a varios cadetes que se encontraban al interior de la escuela, cumpliendo con sus actividades académicas dentro de su formación como oficiales. Se presume que el objetivo de la camioneta era llegar al patio de armas, lugar donde se realizaba una ceremonia de distinción a un personal de cadetes (curso 113 de oficiales) por oficiales de la policía. En las investigaciones, se descubrió que José Aldemar Rojas era miembro y experto explosivista del Frente Domingo Laín del Ejército de Liberación Nacional, ELN.
Sin embargo, posteriores investigaciones y videos difundidos por noticias Uno y Red+ noticias, muestran que el carro bomba entró a la escuela de la policía sin ninguna medida de seguridad y sin dificultades para poder movilizarse dentro de la misma. Los videos registran que ya adentro, un auxiliar bachiller de Policía trató de abordarlo. Ante eso, Rojas dio reversa, llegó frente a un dormitorio de mujeres, y el carro estalló.

## Víctimas
Los afectados por el atentado fueron en su mayoría alumnos de la escuela, entre los que estaban dos estudiantes ecuatorianas y dos estudiantes panameños. Cerca de las 5:00 p. m., el Centro Regulador de Urgencias y Emergencias (CRUE) de Bogotá presentó un listado oficial de personas ingresadas a hospitales junto con la edad y sus lesiones o estado de salud:
| Hospital Central de la Policía | | |
| - Juan Sebastián Contreras - Annie Rivas - Hernán Aguirre - Laura Carrillo - Daniel Ramírez - Daniela Martínez - Marlón Duque - Sergio Maldonado - Rodrigo Stuardo | - Ana Castiblanco - Jair Mora - Eduar Castañeda - Carlos Osorio - Audrey Natalia Morán Guerrero - Karen Julieth Gutiérrez - Fabián Santamaría - Juan Oliveros - Santiago Lasso | - Maicol Calderón - Diana Acero - Aleida González - Karen Palacios - Nunjar Centeno Castro - Kelly Jaraba Pacheco - Sergio González Martínez - Daniel Felipe Sena Rodríguez (22, Esquirlas en miembros inferiores) - Kevin Madrid - Carolina Sanango Molina |
| Hospital del Tunal | | |
| - Daniel José Murillo (20, Quemadura de 2º grado, inestable) - Juan Pablo Suache Sánchez (19, estable, con egreso) - Leonor Pardo (49, estable, con egreso) | - Deysi Jhoana Rodríguez Contreras (32, salida voluntaria) - Samuel Contreras (54, estable, con egreso) | |
| Clínica del Occidente | | |
| - Leidy Katherine Acosta (23, trauma) - Kelly Colorado (19, trauma) - Juan David Mora (24, trauma acústico) - Miguel Landázuri (21, trauma acústico) - Ánderson Betancourt (22, trauma acústico) - Jennifer Nieves (24, trauma acústico) - Gustavo Ortega (19, trauma acústico) - Johan Estiven Guerra (24, trauma acústico) - Dayana Bravo (20, trauma acústico) | - Diana Franco (34, trauma acústico) - Juan Pablo Escalante (trauma acústico) - José Leonardo Escalante (trauma acústico) - Juan Rubiano (20, trauma hombro) - Samir Sierra (37, luxación hombro izquierdo) - Camila Bernate (19, trauma lumbar) - Evelyn Álvarez (18, trauma leve) - Naida Ñañez (18, trauma rodilla) - Bairon Bohórquez (25, herida mano izquierda) | - Felipe Córdoba (22, trauma acústico) - Byron José Londoño (18, esquirlas ojo derecho) - Manuel Joerdán (22, herida región occipital) - Ángela Moreno (19, trauma acústico) - Gabriel Castaño (22, trauma acústico) - Johana Castaño (18, trauma en tobillo) - Johan Restrepo (21, trauma acústico) - Zaida Caballero (20, trauma acústico) - Yurleidys Ricard (19, trauma acústico) |
| Policlínico del Olaya - Lizbeth Tatiana Castellanos (19, trauma leve) - Ninfa Pabón (52, luxación de hombro izquierdo, estable) | - Michael Stiven Diantonio (23, inestable) | - Iván René Muñoz Parra (25, inestable UCI) |
| Clínica Colombia - Oscar Humberto Villate (35, trauma de tórax) Fundación Santa Fe de Bogotá - Jairo Ogarro (23, trauma acústico) | Hospital Militar - Mariana Galvis Márquez (esquirlas en cuero cabelludo) - Camilo Andrés Galvis Ocampo (32, herida en cuero cabelludo) | Hospital de Kennedy - Erik Vélez (23) - Yuñeima Nieto (18) |

Los cadetes fallecidos por el atentado son:
| - Luis Alfonso Mosquera Murillo - Óscar Javier Saavedra Camacho - Jonathan Efraín Suescún García - Juan Felipe Manjarréz Contreras - Juan Diego Ayala Anzola - Juan David Rodas Agudelo - Diego Alejandro Pérez Alarcón | - Jonatan Ainer León Torres - Alan Paul Bayona Barreto - Diego Alejandro Molina Peláez - Carlos Daniel Campaña Huertas - Diego Fernando Martínez Gálvis - Juan Esteban Marulanda Orozco - César Alberto Ojeda Gómez | - Cristian Fabián González Portillo - Fernando Alonso Iriarte Agresor - Erika Sofia Chico Vallejo - Cristian Camilo Maquilón Martínez - Steven Ronaldo Prada Riaño - Iván René Muñoz Parra - Andrés Felipe Carvajal Moreno (fallecido 8 días después en el Hospital el Tunal) - Andrés David Fuentes Yepes fallecido el 8 de febrero de 2019 |

## Autoría
El autor material del hecho fue José Aldemar Rojas Rodríguez, nacido el 13 de mayo de 1962 en Puerto Boyacá, quien ya tenía una amputación de su mano derecha.
Rojas Rodríguez residía en la Vereda Boja de Cubará, norte de Boyacá, una zona limítrofe con Venezuela donde existe amplia presencia del ELN.
Hasta el 21 de enero de 2019, ningún grupo armado ilegal se había atribuido la autoría del atentado; sin embargo el gobierno colombiano, a través del Ministro de Defensa, acusó al ELN de haberlo perpetrado. En horas de la noche del viernes 18 de enero, el presidente, Iván Duque, dio oficialmente por finalizado el proceso de paz con la guerrilla del ELN y ordenó la captura inmediata de todos sus cabecillas, incluyendo los miembros de la mesa negociadora, como respuesta al atentado. El 21 de enero, el ELN emite un comunicado adjudicándose la responsabilidad por el ataque. En la misiva, argumenta que el motivo del atentado fue una respuesta a las acciones militares realizadas por el gobierno contra el ELN cuando este había declarado un cese al fuego temporal durante la época de fin de año, lo que le permitió ganar posiciones militares en sus territorios de influencia, así como un ataque que el estado habría realizado, presuntamente, contra un campamento insurgente el 25 de diciembre de 2018. También esgrime que la Escuela de Cadetes de Policía (blanco del ataque) es una instalación militar y un centro de formación para combatir insurgentes por lo que el ataque, a su juicio, es lícito dentro del derecho de guerra.

## Reacciones internacionales
- Argentina: La ministra de Seguridad Patricia Bullrich repudió y rechazó el ataque.[27]
- Bolivia: Evo Morales, presidente boliviano, condenó el hecho y envío sus condolencias a las familias de las víctimas.[28]
- Brasil Por Twitter, el presidente Jair Bolsonaro expresó su solidaridad al país ..."Repudio y condeno vehemente el atentado terrorista ocurrido hoy en Colombia, que dejó al menos 9 muertos y decenas de heridos, toda solidaridad a nuestros hermanos colombianos en este momento difícil, en especial a los familiares de las víctimas. Fuerza".[29]
- Ecuador: el presidente Lenín Moreno lamentó la muerte de Erika Chicó, una víctima ecuatoriana del ataque, y expresó sus condolencias a Colombia. También anunció que enviará al vicepresidente Otto Sonnenholzner a Bogotá acompañado por los familiares de Chicó.[30]
- España: El presidente del gobierno español, Pedro Sánchez, expresó su solidaridad con el pueblo colombiano y las familias de las víctimas e indicó que la comunidad internacional debe estar en contra de cualquier forma de terrorismo.[31]
- Estados Unidos: La embajada estadounidense presentó sus condolencias por las muertes y ofreció asistencia para investigar el atentado.[32] Así mismo, el secretario de Estado Mike Pompeo se comunicó telefónicamente con el presidente Duque para expresar su pesar y pedirle al ELN el cese de actividades criminales y la liberaciones de secuestrados.[33]
- México: El Gobierno de México, a través de la Secretaría de Relaciones Exteriores (SRE), manifestó sus condolencias y se solidarizó con la República de Colombia "por este acto inhumano".[34]
- Organización de los Estados Americanos: el Secretario General, Luis Almagro, condenó el ataque y expresó su solidaridad con las familias de las víctimas y el pueblo colombiano.[35]
- Perú: el presidente Martín Vizcarra expresó sus condolencias y profunda solidaridad con el gobierno y el pueblo colombianos y con los familiares de las víctimas.[36]
- Panamá: La embajada panameña en Bogotá expresó su indignación por el ataque y proporcionó un número de teléfono para obtener información sobre los cadetes panameños afectados.[37] El Presidente de Panamá condenó el atentado que se produjo en Colombia y en el cual resultaron heridos dos panameños.[38]
- Reino Unido: La embajada británica expresó sus condolencias y ofreció su apoyo al presidente Iván Duque para combatir el terrorismo.[39]
- Unión Europea: La embajadora de la Unión Europea, Patricia Llombart, por medio de su cuenta personal de Twitter, presentó sus condolencias y su apoyo a la fuerza pública.[40]
- Uruguay: La Cancillería emitió un comunicado en Twitter donde "repudia el cobarde atentado" y "expresa su total solidaridad con el gobierno de Colombia y hace llegar sus sinceras condolencias a las familias de las víctimas y al hermano pueblo colombiano".[41]
- Venezuela: Mediante el Twitter de Jorge Arreaza se publicó un comunicado donde Nicolás Maduro, en nombre del pueblo venezolano, condenó el acto terrorista.[42]
- Santa Sede: El papa Francisco expresó sus condolencias por el cruel e inhumano acto y mostró su deseo de seguir construyendo "la concordia y la paz" en Colombia. Además, el 27 de enero durante la Jornada Mundial de la Juventud 2019, en Panama, expreso que los cadetes fueron "asesinados por el odio terrorista" y oró por ellos nombrando cada uno de los primeros veinte cadetes fallecidos.[43]

## Consecuencias
El ataque del ELN provocó por parte del Gobierno de Colombia, en cabeza de Iván Duque, la ruptura de los diálogos de paz que el anterior gobierno venía sosteniendo con la guerrilla del ELN para acabar el conflicto armado entre las partes, reactivando las órdenes de captura (con sus respectivas circulares de Interpol) contra los negociadores de la guerrilla y la persecución contra el grupo armado insurgente.